# Свіча Джеймса Мейса
«Свіча Джеймса Мейса» — український документальний фільм режисера Наталі Сущевої, автор — Ігор Каблак. Документальний фільм створений на виконання Розпорядження Президента України Віктора Ющенка № 1260 від 2 грудня 2005 року та за підтримки Міністерства культури і туризму. Також на початковому етапі створення фільму підтримали Микола Жулинський та Євген Сверстюк.

## Опис
У фільмі подано інтерв'ю з відомими українцями: політиками, істориками, громадськими діячами, які розповідають про трагедію України, дають оцінку подіям 1932—1933 років та згадують видатного історика і дослідника Голодомору Джеймса Мейса.
Фільм створено на основі розповідей друзів, колег, близьких Джеймса Мейса. Його ім'я тісно пов'язане з вивченням Голодомору в Україні 1932—1933 років.
У фільмі використано паралельний монтаж. Тема Голодомору чергується з темою Мейса. У фільмі подано уривки з інтерв'ю зі спеціалістами в галузі історії, права тощо.
Президент України Віктор Ющенко дав інтерв'ю для документального фільму «Свіча Джеймса Ернеста Мейса». Президент України так оцінив спадок і особисту роль американського історика Джеймса Мейса:
|  | Сьогодні я сказав би йому обов'язково, що він став українцем, і подякував би йому від імені Української нації за те, що він зробив. |

Фільм «Свіча Джеймса Мейса» вийшов у 2008 році і транслювався в ефірі «1+1» та 5-го каналу.